# Acropora caroliniana
Acropora caroliniana är en korallart som beskrevs av Nemenzo 1976. Acropora caroliniana ingår i släktet Acropora och familjen Acroporidae. IUCN kategoriserar arten globalt som sårbar. Inga underarter finns listade i Catalogue of Life.